# Hydrotalcite
L'hydrotalcite est un hydroxyde double lamellaire dont le nom provient de sa ressemblance avec le talc (avec cependant une grande quantité d'eau contenue),,,. Les hydrotalcites contiennent des cations de métaux divalents (Ma2+ ou MII) et trivalents (Mb3+ ou MIII) respectivement, et Xi- est un anion. 
Leur formule générale est Ma2+ Mb3+(OH)2a+2b−(Xi-)b/i, yH2O)  
Dans les hydroxydes doubles lamellaires, une fraction du métal divalent est substituée par un métal trivalent engendrant ainsi une charge positive sur les feuillets. 
La densité de charge est proportionnelle au rapport y = MIII/(MII + MIII). Les couches positives ordonnées sont séparées les unes des autres par une couche désordonnée constituée d'anions et de molécules d'eau, ce qui assure la neutralité électrique de l'ensemble de la structure.

## Structure
Les couches de la structure peuvent s'empiler de façon différente de manière à former une structure type rhomboédrique (polytype 3R) ou bien une structure type hexagonal (polytype 2H) qui se nomme plus précisément manasséite. 
La cohésion de la structure lamellaire résulte d'une part d'interactions électrostatiques entre les feuillets métalliques oxygénés et les anions et d'autre part d'un réseau de liaisons hydrogène s'établissant entre les molécules d'eau, les anions interlamellaires et les groupements hydroxyles des feuillets. 
La structure résultante possède donc des couches positives et négatives qui s'alternent. Comme chez d'autres composés chimiquement proches, les anions présents en interfeuillet (entre les feuillets de type hydroxydes) à savoir les carbonates sont faiblement liés, qui permet à ce type de matériaux d'avoir la capacité d'échange d'anions qui est utilisée dans le domaine de la catalyse hétérogène afin d'améliorer les solides utilisés.
L'hydrotalcite a été découvert en 1842 dans un dépôt de serpentine – magnésite à Snarum, Modum, Buskerud en Norvège. Il se produit comme un minéral d'altération en serpentine en association avec la serpentine, la dolomite et d'hématite.

## Utilisation
Avec les progrès de la cristallographie, c'est un composé chimique dont l'intérêt a été réexaminé dans les années 1990, notamment sous sa forme cristalline :
- L'hydrotalcite a été étudié comme capteur potentiel d'iodures afin de piéger l'iode 129 qui possède une grande durée de vie (t1/2 = 15,7 millions d'années) (et autres produits de fission tels que 79Se (t1/2 = 295 000 ans) et 99Tc (t1/2 = 211 000 ans)) présent dans le combustible nucléaire usé. Malheureusement, les anions carbonates remplacent facilement l'iodure dans l'espace interfoliaire. Une autre difficulté soulevée dans la quête d'un piège à iode (getter) pour les déchets radioactifs est la stabilité à long terme de l'agent capteur qui doit survivre sur des échelles de temps géologiques. Les hydroxydes doubles lamellaires sont aussi bien connus pour leurs propriétés d'échange anionique.

- L'hydrotalcite est également utilisé comme régulateur d'acidité.

- Depuis les années 1990 au moins, une utilisation dans le domaine de la catalyse hétérogène est aussi étudiée et testée[8] en raison des propriétés d'adsorption de polluants des hydrotalcites, ainsi que de leurs propriétés physico-chimiques permettant (après traitement thermique) d'obtenir une grande surface spécifique ainsi que des espèces spinelles très recherchées dans le domaine catalytique. Des essais ont notamment concerné la synthèse de biodiesels[9]. Ils pourraient notamment être des catalyseurs fiables, stables et réutilisables pour certaines synthèses chimiques (cyanoéthylation d'alcools par exemple[10]).

- Ambrogi et al. (2001) estiment que certains composés de cette famille pourraient avoir un intérêt médical (intégration dans certains anti-inflammatoires)[11]. 
Dans la pharmacopée, elles ont été ou sont encore dans certains pays utilisées contre certains troubles intestinaux, dont les diarrhées (en France sous le nom commercial d'Actapulgite, aussi présente, en association, dans la Gastropulgite.

Cette argile a été ajoutée (avec 11 autres médicaments) en 2020 à la liste noire des médicaments aux effets indésirables disproportionnés par rapport à leur faible efficacité ou à la bénignité de la situation clinique dans laquelle ils sont autorisés (liste publiée annuellement par la revue médicale Prescrire) ; Il en va de même pour la diosmectite (Smecta ou autre), l’attapulgite (vendue en France sous le nom d'Actapulgite, et aussi présente, en association, dans la Gastropulgite), la montmorillonitebeidellitique alias monmectite (Bedelix, ou en association dans Gelox) et le kaolin (en association dans Gastropax et Neutroses) qui contiennent également souvent trop de plomb, source de risque de saturnisme.